# Campionato italiano di calcio da tavolo 1990
Il sedicesimo campionato italiano di Subbuteo agonistico (calcio da tavolo) venne primo organizzato dall'A.I.C.I.M.S.. Le gare si disputarono a Caserta nel 1990. La competizione fu suddivisa nella categoria "Seniores" e nella categoria "Juniores". Quest'ultima è riservata ai giocatori "Under16".

## Medagliere
| Pos. | Regione   |   |   |   | Totale |
| ---- | --------- | - | - | - | ------ |
| 1    | Toscana   | 1 | 0 | 0 | 1      |
| 2    | Lombardia | 1 | 0 | 0 | 1      |
| 3    | Sicilia   | 0 | 1 | 0 | 1      |
| 4    | Puglia    | 0 | 1 | 0 | 1      |
| 5    | Campania  | 0 | 0 | 1 | 1      |
| 6    | Lazio     | 0 | 0 | 1 | 1      |

## Risultati

### Categoria Seniores

#### Girone A
- Giuseppe Di Censi - Giuseppe Benincasa 4-1
- Ivan D'Ercole - Simone Di Pierro 5-1
- Giuseppe Di Censi - Ivan D'Ercole 2-1
- Giuseppe Benincasa - Simone Di Pierro 5-0
- Ivan D'Ercole - Giuseppe Benincasa 4-2
- Giuseppe Di Censi - Simone Di Pierro 4-0

#### Girone B
- Gianluca Galeazzi - Roberto Iacovich 1-0
- Roberto Iacovich - Emilio Richichi 0-0
- Emilio Richichi - Gianluca Galeazzi 3-0

#### Girone C
- Renzo Frignani - Jacopo Festoso 4-2
- Francesco Mattiangeli - Fernando Amato 3-0
- Renzo Frignani - Francesco Mattiangeli 3-3
- Renzo Frignani - Fernando Amato 3-1
- Jacopo Festoso - Fernando Amato 1-0
- Francesco Mattiangeli - Jacopo Festoso 3-1

#### Girone D
- Enrico Perrino - Carlo Grandinetti 2-0
- Pierluigi Bianco - Marco Meloni 1-1
- Pierluigi Bianco - Carlo Grandinetti 2-1
- Marco Meloni - Carlo Grandinetti 1-0
- Enrico Perrino - Marco Meloni 9-0
- Pierluigi Bianco - Enrico Perrino 3-1

#### Quarti di finale
- Giuseppe Di Censi - Renzo Frignani 2-1
- Emilio Richichi - Enrico Perrino 2-1
- Ivan D'Ercole - Francesco Mattiangeli 2-1 d.t.s.
- Pierluigi Bianco - Gianluca Galeazzi 1-1* d.c.p.

#### Semifinali
- Emilio Richichi - Giuseppe Di Censi 2-1
- Gianluca Galeazzi - Ivan D'Ercole 4-3 d.t.s.

#### Finali
Finale 7º/8º posto
Enrico Perrino - Francesco Mattiangeli 4-4* d.c.p.
Finale 5º/6º posto
Pierluigi Bianco - Renzo Frignani 0-0* d.c.p.
Finale 3º/4º posto
Giuseppe Di Censi - Ivan D'Ercole 2-0ff
Finale 1º/2º posto
Emilio Richichi - Gianluca Galeazzi 1-1* d.c.p.

### Categoria Juniores

#### Girone A
- Giuseppe Rosini - Pausini 2-1
- Giuseppe Rosini - Andrea Dorato 1-0
- Andrea Dorato - Pausini 0-0

#### Girone B
- Emanuele Licheri - Fabrizio Fedele 1-0
- Emanuele Licheri - Lorenzo Santini 1-1
- Fabrizio Fedele - Lorenzo Santini 0-0

#### Girone C
- Alessio Varia - Alessandro Perrino 0-0
- Alessio Varia - Gianluigi Torano 0-0
- Alessandro Perrino - Gianluigi Torano 2-1

#### Girone D
- Oliviero Casali - D'Aniello 3-3
- Felice Meo - Oliviero Casali 2-1
- Felice Meo - D'Aniello 2-1

#### Quarti di finale
- Giuseppe Rosini - Alessio Varia 4-0
- Emanuele Licheri - D'Aniello 1-0
- Alessandro Perrino - Pausini 2-0
- Felice Meo - Lorenzo Santini 5-1

#### Semifinali
- Giuseppe Rosini - Emanuele Licheri 1-0
- Felice Meo - Alessandro Perrino 1-1* d.c.p.

#### Finali
Finale 7º/8º posto
Lorenzo Santini - Alessio Varia non disputato
Finale 5º/6º posto
D'Aniello - Pausini 5-0
Finale 3º/4º posto
Felice Meo - Emanuele Licheri 4-1
Finale 1º/2º posto
Alessandro Perrino - Giuseppe Rosini 0-0* d.c.p. (1-3)